# 新年

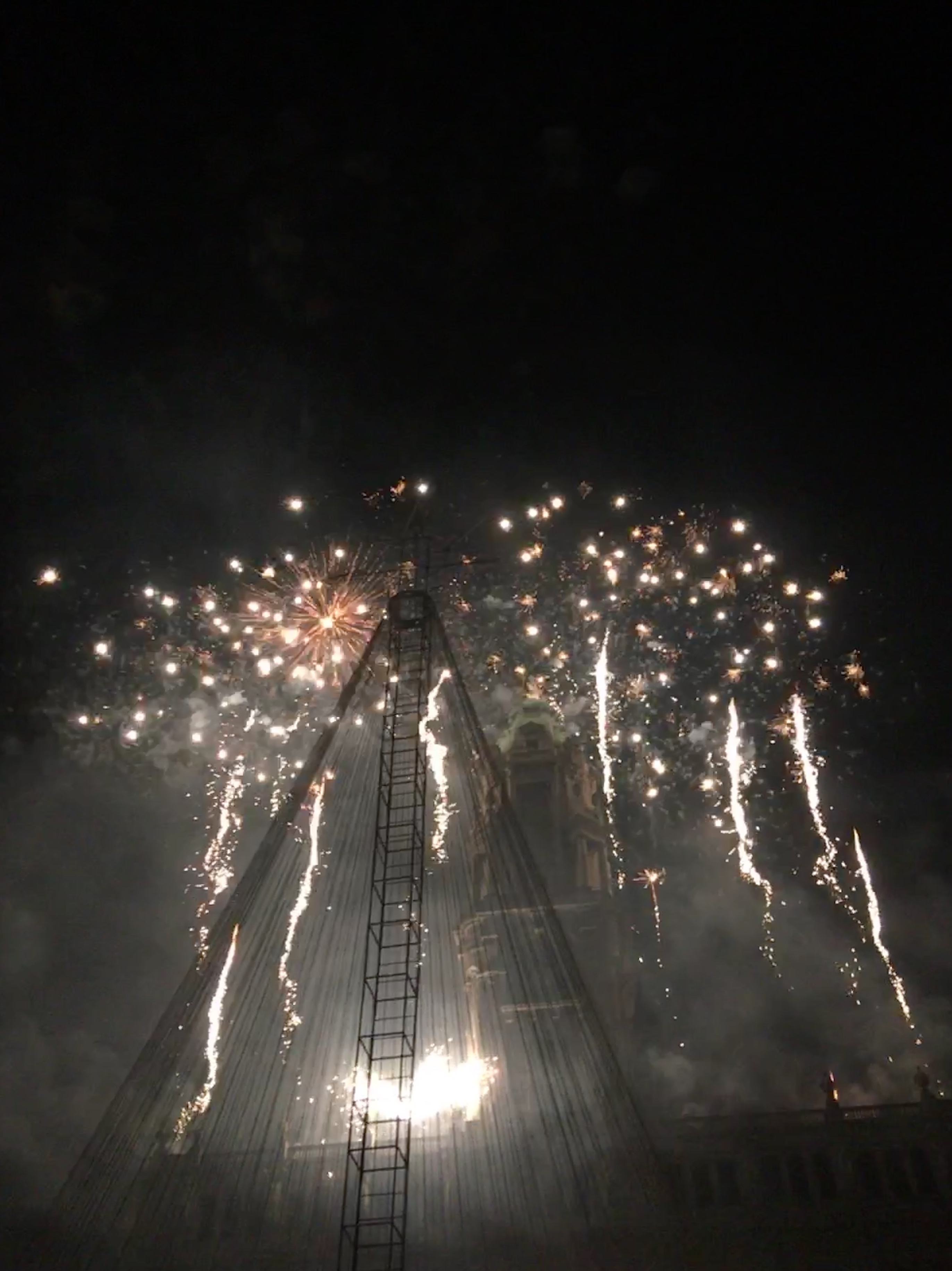
2019年の到来を祝う花火（ポルトガル）

新年（しんねん、英語: New Year）は、世界各地で使われている暦年の新しい年の始めをいう。学年、会計年度上の新年という場合もある。

## 暦年の新年
暦年上の新年は、現在多く使われている太陽暦（グレゴリオ暦）順に記すと次のようになる。

### 1月
- 1月1日 - 現在世界の各国は、おもに太陽暦の1月1日「元旦」を新年としている
- 「旧正月」 - 1月から2月にかけて旧暦の正月（中国語で「春節」）があり、中国および世界の中国語圏、韓国などの人々が盛大に祝う。日本でも太陽暦採用以前は旧正月をおもに祝った。
- ベトナムのテト（en:Vietnamese New Year） - 通常旧暦の正月に祝う
- チベットはチベット暦の正月・「ロサール」（en:Losar）はその年により1月から3月に来る

### 3月
- シーク教カールサー派の新年は3月14日から
- イランのカレンダーの正月は「ノウルーズ」と呼ばれ、春分の日（3月20日または21日）
- バリ島の正月は、ニュピ（en:Nyepi、2015年は3月21日）の翌日に祝う

### 4月
- インドのタミル人の新年（Puthandu）は4月13、14、15日
- タイのソンクラーン（水かけ祭り）。バラモン陰暦の元旦を祝う[1]。
- ラオスの正月[1]。
- カンボジアの新年（4月中旬）[1]。王室専属の占い師によって決定される[2]。
- ミャンマー歴の年末の三日間に行われる「ティンジャン」（水かけ祭り）[1]。

### 9月
- キリスト教東方教会では、一般的にローマ時代に定められたユリウス暦の9月1日、現在の9月1日から14日に新しい教会暦が始まる
- フランスのフランス革命暦では、秋分を新年の始めとしていた

### 10月～11月
- インドのヒンドゥー教のディーワーリー

### 11月
- ハワイ先住民の新年であるマカヒキは日没直後にプレアデス星団が登ってくる時期後の最初の新月で、現在は11月末

### 11月～12月
- キリスト教西方教会では、クリスマスの4回前の日曜日から「アドベント」として教会暦・典礼暦の新しい年が始まる。例えば、ローマ典礼暦または改訂共通聖書日課を使っていれば、この日から新しいA、B、またはC年が始まる

### 北半球の秋
- ユダヤ教の新年は、ローシュ・ハッシャーナーの祭りから始まる。2015年には9月13日～15日である

### その年に依り
- イスラム教徒の新年はヒジュラ暦により、その年によって異なる。  [3]

## 各国の生活の節目としての新年
- 日本は4月1日から始まる（新年度）。

## 学年の新年
教育上の学年の新年は、暦年の新年とは違うことも多い。9月に始まるところも多い。

## 会計年度の新年
会計年度の新年も、暦年の新年とは違う場合も多い。